# Lancong
Lancong is een bestuurslaag in het regentschap Aceh Barat van de provincie Atjeh, Indonesië. Lancong telt 269 inwoners (volkstelling 2010).